# شيلي هاك
شيلي ماري هاك (بالإنجليزية: Shelley Hack)‏ عارضة ازياء وممثلة ومنتجة ومستشارة وسياسية وإعلامية أمريكية. يتذكرها الأمريكيون بأنها كانت وجه أعلان عطر تشارلي من منتصف السبعينات حتى وقت مبكر من الثمانينات، ودورها «تيفاني ويلز» في الموسم الرابع لمسلسل ملائكة تشارلي على تلفزيون اي بي سي، لتحل محل الممثلة كيت جاكسون التي غادرت المسلسل قبل بداية الموسم الرابع. حيث ظهرت في ما مجموعه 26 حلقة من هذه السلسلة، قبل أن يتم استبدالها في الموسم الخامس بالممثلة تانيا روبرتس.

## حياتها وأعمالها
ولدت هاك في 6 يوليو 1947 في وايت بلينس (نيويورك) ونشأت في غرينويتش (كونيتيكت). تخرجت من أكاديمية غرينويتش وكلية سميث، وحصلة على شهادة التاريخ. بدأت حياتها المهنية بوصفها عارضة أزياء مراهقة حتى أصبحت وجه عطر تشارلي ريفلون في منتصف السبعينات حتى وقت مبكر من الثمانينات. كانت شيلي واحدة من وجوه المطلوبة في صناعة الجمال لدى شركات مستحضرات التجميل العملاقة، حتى أصبحت من الأسماء المعروفة لدى الجمهور. وكانت شيلي في مرتبة النخبة بين عارضات الأزياء خلال حقبة السبعينات.
ظهورها لأول مرة كان في دور صغير مع المخرج والممثل وودي آلن في فيلم آني هال عام (1977)، والذي حصل على اربع جوائز أوسكار. وكان ظهورها الثاني مع المخرج جو بروكس في الفيلم الرومانسي «لن أراك مرة أخرى»، ولكن ذلك الفيلم لم يكن ناجحاً. بعد ذلك بوقت قصير أصبحت بديلة كيت جاكسون في المسلسل التلفزيوني الشهير ملائكة تشارلي لموسم واحد (1979)، ولعبت شخصية «تيفاني ويلز»، وهذا الدور ساعد على شهرتها بصورة أكبر. بعد أن تغلبت على العديد من المنافسين للدور، بما في ذلك ميشيل فايفر وبرباره باخ.
رحلت شيلي هاك من ملائكة تشارلي بعد سلسلة من الانتقادات، وبعد رحيلها لعبت مجموعة متنوعة من أدوار الممثلة المساندة في عدد من الأفلام. ونالت انتقادات إيجابية في فيلم ملك الكوميديا عام (1983) مع المخرج مارتن سكورسيزي. وكانت قد تألقت مع أنيت أوتول وميريديث باكستر بيرني في الكوميديا التلفزيونية «فانتيز» عام (1981). ونالت استحساناً جيدا في فيلم الرعب «زوج الأم (فيلم 1987)»، ولعبت دور البطولة كذلك في اثنين من المسلسلات التلفزيونية خلال فترة الثمانينات: «القاطع لهيوستن» هام (1983) و«جاك ومايك» عام (1986-1987). وكان كل من المسلسلين قد نالا استقبالاً حسنا من قبل النقاد، وكان لديها العديد من الظهور كضيفة شرف الكثير من الأعمال البارزة في السينما والتلفزيون حتى عام 1997.
بعد أن غادرت هاك التمثيل في أواخر التسعينات، دخلت عالم السياسة. واصبحت مسجل تصويت ومشرف مركز اقتراع في انتخابات عام 1997 في البوسنة والهرسك وأنتجت المناظرات الرئاسية المتلفزة الأولى من نوعها هناك. أنتجت أيضا المناظرات في سراييفو وموستار، واثنان في بانيا لوكا. وأسست نفسها في حقل جديد كمستشار وسائل الإعلام في البلدان قبل وبعد الصراع. ومن بين واجباتها كانت المساعدة في نشر وسائل الإعلام المستقلة مثل الصحف والإذاعة والتلفزيون، مشيرة إلى أنه مع الحكومات الاستبدادية فإن السكان في كثير من الأحيان لا يجدون غير التلفزيونات الحكومية فقط، والتي دائما ما توفر محتويات متحيزة. عملت شيلي هاك في قطاع التلفزيون لمدة عشر سنوات، وخلقت برامج تلفزيونية متنوعة عرقياً في أوروبا الشرقية. بالإضافة إلى ذلك، أصبحت عضوا في مجلس المحيط الهادئ للسياسة الدولية (PCIP)، الذي تتمثل مهمته في إعطاء صوت أكثر فعالية لوجهات نظر الساحل الغربي للولايات المتحدة بشأن قضايا السياسات العالمية الحرجة.
في أكتوبر 2000، ظهرت بنفسها، في عودت شيلي هاك إلى ملائكة تشارلي في مكتب وكالة تاونسند وبوصفها المضيف والضيفا على قناة A&E، والتي اظهرت لمحات من العديد من نجوم مسلسل ملائكة تشارلي خلال أسبوع «مرحبا ملائكة».
في يناير 2008، ظهرت في برنامج أوبرا وينفري. حلقة «أمريكانا الكلاسيكية»، أبرزت فيها عرضها لعطور تشارلي ريفلون في إعلان 1976 التلفزيوني مع بوبي شورت في العزف على البيانو.
حاياً شيلي هاك وزوجها هاري وينر هم مدراء لشركة الإنتاج (Smash Media) التي تطور وتنتج محتوى الصور المتحركة والتلفزيون ووسائل الإعلام الجديدة.

## وصلات خارجية
- شيلي هاك على موقع IMDb (الإنجليزية)
- شيلي هاك على موقع ألو سيني (الفرنسية)
- شيلي هاك على موقع أول موفي (الإنجليزية)
- شيلي هاك على موقع قاعدة بيانات الأفلام السويدية (السويدية)
- شيلي هاك على موقع إن إن دي بي (الإنجليزية)
- شيلي هاك على موقع ديسكوغز (الإنجليزية)
- شيلي هاك على موقع قاعدة بيانات الفيلم (الإنجليزية)
- شيلي هاك على موقع كينوبويسك (الروسية)